# 레커이 라슬로
레커이 라슬로(헝가리어: Lékai László, 1910년 3월 12일 - 1986년 6월 30일)는 헝가리의 로마 가톨릭교회 추기경이다.
1984년 9월 28일 사제품을 받았으며, 1934년부터 1944년까지 베스프렘 신학교 교수 및 본당 사제를 지냈다. 당시 베스프렘 교구장으로 훗날 추기경이 되는 민첸티 요제프 주교의 개인 비서로 일하였다. 1944년 11월 나치 독일에 의해 교도소에 수용되어 있다가 1945년 2월 풀려났다. 1946년 1월 22일 몬시뇰에 임명되었다.
1972년 그는 기로 디 타라시오의 명의 주교 및 베스프렘 교구의 임시 관리 교구장에 임명되었다. 그리고 1974년 2월 5일에 에스테르곰 대교구의 임시 관리 교구장에 임명되었다. 1976년에는 교황 바오로 6세에 의해 에스테르곰 대교구장에 임명되었다.
1976년 5월 24일 교황 바오로 6세는 그를 산타 테레사 다빌라 성당의 사제급 추기경에 임명하였다. 그는 1978년 8월 26일 추기경에 서임되었으며, 1978년 10월 14일-16일 동안 열린 콘클라베에 참석하였다.
1986년 6월 30일 부다페스트에서 심장마비로 선종하였다.
| 전임 민첸티 요제프 | 에스테르곰-부다페스트 대교구 대교구장 1976년 2월 12일 - 1986년 6월 30일 | 후임 퍼슈커이 라슬로 |